# 瑞浪市立土岐小学校大久手分校
瑞浪市立土岐小学校大久手分校（ときちょうりつ　ときしょうがっこう　おおくてぶんこう）は、かつて岐阜県瑞浪市に存在した公立小学校の分校。

## 概要
- 土岐小学校の分校であった。
- 分校があったのは、瑞浪市土岐町の東部の大久手地区である。瑞浪市内にはかつて大久手とも称していた大湫地区があるが、こちらに存在したのは大湫小学校であり、異なる。

## 沿革
- 1948年（昭和23年）4月 - 土岐郡土岐町に土岐町立土岐小学校大久手分校として開校。
- 1951年（昭和26年）4月1日 - 瑞浪町と土岐町が合併し、瑞浪土岐町が発足。同時に瑞浪土岐町立土岐小学校大久手分校に改称する。
- 1954年（昭和29年）4月1日 - 土岐郡瑞浪土岐町、稲津村、釜戸村、大湫村、日吉村、明世村（山野内、月吉、戸狩）、および恵那郡陶町が合併し、瑞浪市が発足。同時に瑞浪市立土岐小学校大久手分校に改称する。
- 1968年（昭和43年）3月 - 廃校。